# Egas Moniz
Pour les articles homonymes, voir Abreu, Freire et Moniz.
António Caetano de Abreu Freire Egas Moniz, né le 29 novembre 1874 à Avanca et mort le 13 décembre 1955 à Lisbonne, est un neurologue, psychochirurgien, chercheur, professeur, écrivain et homme politique portugais. 
Il est connu notamment pour ses travaux sur l'angiographie cérébrale et aussi sur la lobotomie qui lui ont valu la moitié du prix Nobel de physiologie ou médecine en 1949,.

## Biographie
Egas Moniz aborde dans son ouvrage A vida sexual (1901) la question de l'homosexualité et, la considérant comme une maladie mentale et une perversion, « qui mérite d'être traitée comme n'importe quelle autre », il préconise alors la lobotomie comme moyen de guérison. Cette opération pratiquée dans quelques pays, mais jamais généralisée, sera progressivement abandonnée dans les années 1960 en raison des séquelles neurologiques et cognitives induites, et parfois remplacée par des traitements médicamenteux.
Moniz représente le Portugal lors du Traité de Versailles en 1919.
Il procède à la première lobotomie en 1936, à Lisbonne, un traitement psychiatrique qui sera utilisé sur des dizaines de milliers de patients internés dans les hôpitaux psychiatriques à travers le monde entre 1938 et 1956.
La pratique de leucotomies frontales – l'une des idées principales de Moniz – semble trouver sa source dans des études précédemment menées sur les animaux au début des années 1930. En effet, lors du Congrès mondial de neurologie de 1935 à Londres, le scientifique C. F. Jacobsen présente les résultats d'études qu'il a menées en compagnie de J. F. Fulton sur des lésions de lobes frontaux chez le chimpanzé. Jacobsen décrit les transformations qui ont affecté les deux singes Becky et Lucy, notamment une indifférence comportementale profonde, là où dans une même situation les singes se seraient montrés aisément irrités. À la suite de cette présentation, Moniz se serait levé pour demander si de telles lésions pouvaient être appliquées aux hommes atteints de troubles psychotiques et, ainsi, résoudre leurs problèmes. Fulton, inquiété par cette question, n'aurait pu y répondre.
En 1949, Egas Moniz partage le prix Nobel de physiologie ou médecine avec Walter Rudolf Hess ; il est récompensé « pour sa découverte de la valeur thérapeutique de la leucotomie pour certaines psychoses ».
En 1949, un patient schizophrénique a tiré sur Moniz qui, par la suite, était contraint d'utiliser un fauteuil roulant. Il a continué à pratiquer en privé jusqu’à sa mort en 1955, alors que sa procédure commençait à tomber dans le discrédit. Son épouse est morte en 1965.

## Controverse
Les chirurgiens américains avaient observé que si l'on intervenait chirurgicalement sur le lobe frontal du cerveau des chimpanzés, les primates ne sautaient plus dans leur cage. Moniz, bien qu'il manquât complètement d'expertise en matière de chirurgie, opéra des prisonniers de l'asile de Lisbonne – non-consentants, et principalement des femmes. Comme pour les chimpanzés, les résultats furent dramatiques.
On a demandé à la Fondation Nobel de révoquer le prix qui a été remis à Moniz pour avoir développé la lobotomie, car ses résultats ont été obtenus au mépris de l'éthique et des droits de l'homme, un manque d'éthique que la psychiatrie ne doit pas glorifier. Cependant, la Fondation a refusé d'agir et a continué de publier des articles pour défendre les résultats de la procédure,.

## Distinctions
- Grand-croix de l'ordre du Mérite du Portugal

## Publications importantes
- Alterações anátomo-patológicas na difteria (Altérations anatomo-pathologiques dans la diphthérie), Coimbra, 1900.
- A vida sexual (fisiologia e patologia) (la Vie sexuelle, physiologie et pathologie), 19 éditions, Coimbra,  1901.
- A neurologia na guerra (la Neurologie en temps de guerre), Lisbonne, 1917.
- Um ano de política (Une année de politique), Lisbonne, 1920.
- Júlio Diniz e a sua obra (Júlio Dinis et son œuvre), 6 éditions, Lisbonne, 1924.
- O Padre Faria na história do hipnotismo (l’Abbé Faria dans l’hsitoire de l’hypnotisme), Lisbonne, 1925.
- Diagnostic des tumeurs cérébrales et épreuve de l’encéphalographie artérielle, Paris, 1931.
- L'angiographie cérébrale, ses applications et résultats en anatomie, physiologie et clinique, Paris, 1934.
- Tentatives opératoires dans le traitement de certaines psychoses, Paris, 1936.
- La leucotomie préfrontale. Traitement chirurgical de certaines psychoses, Turin, 1937.
- Clinica dell'angiografia cerebrale (Clinique de l’angiographie cérébrale), Turin, 1938.
- Die cerebrale Arteriographie und Phlebographie (Artériographie et phlébographie cérébrales), Berlin, 1940.
- Ao lado da medicina (Au côté de la médecine), Lisbonne, 1940.
- Trombosis y otras obstrucciones de las carótidas (Thrombose et autres obstructions des carotides), Barcelone, 1941.
- História das cartas de jogar (Histoire des cartes à jouer), Lisbonne, 1942.
- Como cheguei a realizar a leucotomia pré-frontal (Comment j’en vins à réaliser la leucotomie préfrontale), Lisbonne, 1948.
- Die präfrontale Leukotomie (la Leucotomie préfrontale), Archiv für Psychiatrie und Nervenkrankheiten, 1949.